# Gustavo Maria Bruni
Gustavo Maria Bruni (6 de maio de 1903 - 10 de fevereiro de 1911) foi um menino italiano que está sendo investigado por possível santidade pela Igreja Católica Romana. Ele era uma criança piedosa que expressou o desejo de ser padre e exibiu uma santidade incomum para uma criança pequena. Ele morreu de tifo aos sete anos de idade. 